# Titularerzbistum Caria
Caria ist ein Titularerzbistum der römisch-katholischen Kirche. 
Es geht zurück auf einen untergegangenen Bischofssitz in der antiken Stadt Aphrodisias in der kleinasiatischen Landschaft Karien. 
| Titularerzbischöfe von Caria |                                         |                                |              |                |
| Nr.                          | Name                                    | Amt                            | von          | bis            |
| 1                            | Alexandre-Louis-Victor-Aimé Le Roy CSSp | Generalsuperior der Spiritaner | 13. Mai 1921 | 21. April 1938 |